# Ballenahalli, Hassan
Ballenahalli là một làng thuộc tehsil Hassan, huyện Hassan, bang Karnataka, Ấn Độ.